# Echipa națională de fotbal a Pakistanului
Echipa națională de fotbal a Pakistanului este naționala de fotbal a Pakistanului și este controlată de Federația de Fotbal din Pakistan.

## Campionatul Mondial
- 1950 până la 2010 - Nu s-a calificat

## Cupa Asiei
- 1956 - S-a retras
- 1960 - Nu s-a calificat
- 1964 - Did not enter
- 1968 - Nu s-a calificat
- 1972 - Nu s-a calificat
- 1976 - S-a retras
- 1980 - Nu a participat
- 1984 până la 2011 - Nu s-a calificat

## AFC Challenge Cup record
- 2006 - Runda 1
- 2008 - Nu s-a calificat
- 2010 - Nu s-a calificat